# Lankesterella
Lankesterella es un género de orquídeas epifitas. Tiene 10 especies originarias de Sudamérica y del Caribe.

## Descripción
Se compone de poco más de diez especies de epífitas que viven en las superficies musgosas en bosques sombríos, llenos de humedad en alturas de hasta 2700 metros. Se producen en las islas Caribe y algunos países en el sur de América Central, además se extiende desde Venezuela hasta Bolivia y también en varios estados de Brasil, en Bahía, Santa Catarina y Minas Gerais.
Lankesterella se parece mucho a Eurystyles, diferenciado por la inflorescencia, en general, hacia arriba u horizontal, flores más grandes y en menor número,  con relativamente pequeñas brácteas florales.
Las hojas son sedosas, de color verde pálido a gris, a veces con los márgenes ciliados, crecen formando un rosetón.

## Evolución, filogenia y taxonomía
Fue propuesto por Ames en Schedulæ Orchidianæ 4: 3 en 1923, su especie tipo es Lankesterella costaricensis Ames, ahora se considera sinónimo de Lankesterella orthantha (Kraenzl.) Garay.
Lankesterella había sido separado de Stenorrhynchos por Schlechter en 1920, con el nombre de Cladobium, sin embargo, este nombre ya estaba ocupado, dando como resultado su invalidez.

### Etimología
El género fue nombrado en honor de Charles H. Lankester (1879-1969), botánico inglés que vivía en Costa Rica y tuvo su nombre latinizado como Carolus Herbertus Lankester.

## Especies deLankesterella
A continuación se brinda un listado de las especies del género Lankesterella aceptadas hasta mayo de 2011, ordenadas alfabéticamente. Para cada una se indica el nombre binomial seguido del autor, abreviado según las convenciones y usos y la publicación válida.
1. Lankesterella alainii Nir, Orchid. Antill.: 170 (2000).
2. Lankesterella caespitosa (Lindl.) Hoehne, Arq. Bot. Estado São Paulo, n.s., f.m., 1: t. 146, f. 2 (1944).
3. Lankesterella ceracifolia (Barb.Rodr.) Mansf., Notizbl. Bot. Gart. Berlin-Dahlem 15: 217 (1940).
4. Lankesterella glandula Ackerman, Lankesteriana 4: 49 (2004).
5. Lankesterella gnomus (Kraenzl.) Hoehne, Arq. Bot. Estado São Paulo, n.s., f.m., 1: 131 (1944).
6. Lankesterella longicollis (Cogn.) Hoehne, Arq. Bot. Estado São Paulo, n.s., f.m., 1: 131 (1944).
7. Lankesterella mentiens Hoehne, Arq. Bot. Estado São Paulo, n.s., f.m., 1: 131 (1944).
8. Lankesterella orthantha (Kraenzl.) Garay, Caldasia 8: 521 (1962).
9. Lankesterella parvula (Kraenzl.) Pabst, Rodriguésia 16-17(28-29): 132 (1955).
10. Lankesterella pilosa (Cogn.) Hoehne, Arq. Bot. Estado São Paulo, n.s., f.m., 1: 132 (1944).
11. Lankesterella salehi Pabst, Anais Congr. Soc. Bot. Brasil 15: 110 (1967).
12. Lankesterella spannageliana (Hoehne & Brade) Mansf., Notizbl. Bot. Gart. Berlin-Dahlem 16: 217 (1940).